# Gentry
Pour les articles homonymes, voir Gentry (homonymie).
La gentry est le nom donné en Angleterre à la noblesse non titrée ou non issue de la pairie.

## Histoire et composition
Cette classe sociale, composée à la fois des baronnets, des chevaliers, de la noblesse non titrée (tout descendant non titré d'un pair, d'un baronnet ou d'un chevalier), des écuyers (esquires et lords of the manor) et de la haute bourgeoisie (gentlemen), se développe au XVIe siècle, à une époque de mobilité sociale accentuée. 
À l'origine, la landed gentry (ou noblesse terrienne) est composée des notables provinciaux, propriétaires qui s'enrichissent grâce à leurs domaines, mais qu'ils n'exploitent pas directement.

## Statut juridique
Le statut juridique de la gentility – mot synonyme de gentry et dont le mot gentleman est un dérivé – est accordé par lettre patente donnée par les rois d'armes par délégation du souverain. C'est cette lettre patente qui leur donne à eux seuls le droit de porter des armoiries, de se déclarer « of gentle birth ».
Du point de vue juridique, la gentry n'a pas un statut comparable à celui qu'a eu la noblesse continentale au cours des siècles, et on ne parle donc pas légalement de nobility (sauf en Écosse qui a un système plus proche du système continental).
Les membres de la gentry sont légalement des gentlemen ou des esquires, et peuvent recevoir des décorations et des titres de noblesse, personnels (chevaliers) ou héréditaires (baronnets).

## Hérédité: pairs etgentry
En Angleterre (au sens strict), seuls les pairs ont légalement le titre de noble et tous les attributs légaux afférents. Ainsi, dans une famille qui descend d'un pair du royaume, seul le chef de famille est légalement noble, les autres membres appartenant à la gentry.

## Noblesse mineure
La gentry a tous les attributs sociaux de la noblesse et est donc reconnue comme noble au sens complet par la CILANE (voir Association d'entraide de la noblesse française).
Dans la distinction traditionnelle entre nobilitas maior et nobilitas minor, les pairs représentent le premier groupe, la gentry le second.